# Yesterday and Today
Yesterday and Today foi um  álbum lançado em 1966 pela banda britânica The Beatles, apenas nos Estados Unidos e Canadá. O álbum contém músicas dos álbuns Help!, Rubber Soul e Revolver.

## Músicas
Todas as músicas creditadas como Lennon-McCartney, exceto onde indicado
Lado 1
1. "Drive My Car" - 2:30
2. "I'm Only Sleeping" - 3:01
3. "Nowhere Man" - 2:45
4. "Doctor Robert" - 2:15
5. "Yesterday" - 2:08
6. "Act Naturally" (Morrison-Russel) - 2:33

Lado 2
1. "And Your Bird Can Sing" - 2:01
2. "If I Needed Someone" (George Harrison) - 2:24
3. "We Can Work It Out" - 2:25
4. "What Goes On" (Lennon-McCartney-Starr) - 2:51
5. "Day Tripper" - 2:50

## O álbum

### Histórico
O primeiro álbum dos Beatles, lançado nos Estados Unidos, com o mesmo alinhamento de faixas e a mesma capa foi Sgt. Pepper's Lonely Hearts Club Band, visto que os anteriores Rubber Soul e Revolver, se possuíam capas idênticas, traziam conteúdo diferenciado.
Esta era uma prática comum, não apenas nos Estados Unidos, mas também no Brasil. Com isso, a discografia dos Beatles, na década de 60, é extremamente diversificada, se considerarmos os lançamentos britânicos, norte-americanos e brasileiros.
Nos Estados Unidos, até esta época, os álbuns lançados traziam capas diferenciadas e músicas que, na realidade, encontravam-se em outros LPs, considerando-se a discografia oficial. Isto acabou por gerar insatisfação e revolta dos Beatles com relação a tais procedimentos, que desmembravam a discografia oficial em álbuns que não guardavam relação com a temática artística pretendida pela banda.

### A Capa de Açougueiro (ou "butch cover")
Justamente por tais razões, os Beatles, junto com o fotógrafo Robert Whitaker, responsável pela capa de Rubber Soul, produziram a controvertida capa de açougueiro, onde posavam junto a bonecas de plástico mutiladas e pedaços de carne, como forma de denunciar ao público norte-americano o desmembramento de seus álbuns originais em diversos outros, pela subsidiária da EMI, nos Estados Unidos.
A primeira prensagem do LP trouxe a capa controvertida e foi distribuída, segundo consta, apenas a lojistas e emissoras de rádio, para que tocassem suas faixas na programação e, com isso, promovessem o álbum, preparando-o para lançamento junto ao grande público.
Não deu certo: lojistas e DJ's norte americanos se recusaram a expor o álbum e a tocá-lo em suas programações regulares, manifestando total repulsa à capa. As 750.000 cópias promocionais produzidas tiveram de ser, rapidamente, recolhidas. Ao custo de US$ 250.000,00, na época, a Capitol Records trocou, por conta própria, a capa. Os discos com a "butch cover" foram redistribídos com a nova capa colada por sobre a anterior. No mercado de colecionadores, este ítem possui grande valor comercial.
A versão com a "capa de açougueiro", segundo informações da Capitol Records, na época, não teria chegado ao grande público.

### Sistema Duofônico
Dado que, em grande parte dos casos, as fitas master mixadas em mono e estéreo não estavam disponíveis para utilização pelas subsidiárias da EMI ao redor do mundo, a Capitol Records criou um sistema sonoro para "simular" o efeito do estéreo, em masters monofônicos. Esta prática ficou conhecida como Duophonic Stereo e trazia, na realidade, a dobra dos canais mono dos master tapes, equalizando-se o canal esquerdo com exagerada predominância dos graves, enquanto que o canal direto vinha equalizado com exagerado agudo, produzindo uma sonoridade diferenciada.
Esta prática foi comum em toda a década de 60 e, por várias vezes, a discografia brasileira, ao invés de receber os masters britâncos, acabou por receber os masters norte-americanos em Duophonic Stereo, o que ocasionava baixa qualidade sonora das músicas. Para ilustrar este exemplo, basta reportar-se à versão brasileira do LP Magical Mystery Tour, lançado pela EMI-ODEON em meados da década de 1970, como forma de unificar a discografia dos Beatles, no mundo todo, com a discografia britânica.Neste exemplo, todas as faixas do lado 2 foram lançadas em Duophonic Stereo.
Nas prensagens iniciais do álbum, as faixas I'm Only Sleeping, Dr. Robert e And Your Bird Can Sing, foram lançadas em Duophonic Stereo, uma vez que as masters estéreo não estavam prontas (o álbum Revolver estava, ainda, em estágio final de produção). Posteriormente, por ocasião de prensagens subsequentes, as músicas foram substituídas por sua versão em estéreo real.

## Ligações Externas
- A história da "Butch Cover"
- "Recall" da Capitol Records, para substituição do LP, dirigida a lojistas e "radio promoters"